# لا زون
لا زون (انگلیسی: La Zone) یک محل برگزاری موسیقی برای آلترنتیو راک و موسیقی زیرزمینی در لیژ بلژیک است. این مکان در اوترمیوزه قرار دارد و میزبان یک طیف گسترده‌ای از گروه‌های موسیقی جهانی در جهت اجراهای تئاتر، نمایشگاه‌ها و کارگاه‌های آموزشی می‌باشد. ظرفیت اسمی این مکان حدود ۲۰۰ نفر می‌باشد